# Dicranota (Plectromyia) reducta reducta
Dicranota (Plectromyia) reducta reducta is een ondersoort van de tweevleugelige Dicranota (Plectromyia) reducta uit de familie Pediciidae. De ondersoort komt voor in het Nearctisch gebied.